# NGC 4699
NGC 4699 ist eine aktive Balken-Spiralgalaxie mit ausgedehnten Sternentstehungsgebieten vom Hubble-Typ SBb im Sternbild Jungfrau auf der Ekliptik. Sie ist schätzungsweise 57 Millionen Lichtjahre von der Milchstraße entfernt und hat einen Durchmesser von etwa 70.000 Lichtjahren. Vom Sonnensystem aus entfernt sich die Galaxie mit einer errechneten Radialgeschwindigkeit von näherungsweise 1.400 Kilometern pro Sekunde. Sie ist das hellste Mitglied der 15 Galaxien umfassenden Gruppe LGG 307
.
Die Supernovae SN 1948A und SN 1983K (Typ-IIP) wurden hier beobachtet.
Im selben Himmelsareal befinden sich unter anderem die Galaxien NGC 4703, PGC 43343, PGC 170207, PGC 1003283.
Das Objekt wurde am 3. März 1786 von William Herschel entdeckt.

## NGC 4699-Gruppe (LGG 307)
| Galaxie   | Alternativname | Entfernung/Mio. Lj |
| --------- | -------------- | ------------------ |
| NGC 4700  | PGC 43330      | 58                 |
| NGC 4722  | PGC 43560      | 53                 |
| NGC 4742  | PGC 43594      | 52                 |
| NGC 4699  | PGC 43321      | 57                 |
| NGC 4781  | PGC 43902      | 52                 |
| NGC 4790  | PGC 43972      | 55                 |
| NGC 4802  | PGC 44087      | 37                 |
| NGC 4818  | PGC 44191      | 43                 |
| PGC 42964 | UGCA 295       | 57                 |
| PGC 44042 | UGCA 308       | 54                 |
| PGC 44549 | UGC 312        | 53                 |
| PGC 43345 | MCG -2-33-15   | 53                 |
| PGC 43851 | MCG -2-33-47   | 32                 |
| PGC 44358 | MCG -2-33-60   | 62                 |
| PGC 44735 | MCG -2-33-85   | 66                 |